# おばけキャッチ
おばけキャッチとはジャック・ゼメが制作しドイツのボードゲームメーカーのZoch（de:Zoch Verlag）が発売したテーブルゲーム。原題はGeistesblitz。

## 概要
プレイ人数は2人から8人で、対象年齢は8歳以上。
「白いオバケ」「赤いイス」「青い本」「緑色のボトル」「灰色のネズミ」の5つのコマと絵が描かれているカードから構成される。

## ゲームの進行
カードの山札の一番上のカードを表にして、そのカードに対応するコマを素早く取った人がそのカードを得ることが出来る。
カードには「白いイス」と「灰色の本」など様々な色の物が2つ描かれており、カードに「赤いイス」や「緑色のボトル」などコマと同じ配色の物が描かれていたらそのコマを取る。コマと同じ配色の物が無い場合にはカードに描かれていない色と物のコマを取る。
お手つきをした場合はそのカードはキャリーオーバーして次にカードを取った人が獲得することができるが、お手つきに対してのペナルティは無い。
最終的に獲得したカードが一番多いプレイヤーの勝利となる。